# Rinkita-(Ce)
La rinkita-(Ce) és un mineral de la classe dels silicats, que pertany al grup de la rinkita. El 1884 va rebre el nom de rinkita un mineral recollit per K.J.V. Steenstrup els anys 1874, 1876 i 1877 a la zona de Kangerdluarssuk, al complex d'Ilímaussaq (Groenlàndia), desconeixent-se la localitat exacta. El nom és en honor de Henrik Johannes Rink (Copenhaguen, Dinamarca, 26 d'agost de 1819 - Christiania, Noruega, 15 de desembre de 1893), en aquell moment director del Royal Greenland Board of Trade. El nom va ser canviat el 2016, de rinkita a rinkita-(Ce).

## Característiques
La rinkita-(Ce) és un silicat de fórmula química (Ca₃Ce)Na(NaCa)Ti(Si₂O₇)₂(OF)F₂. Va ser redefinida i aprovada com a espècie vàlida per l'Associació Mineralògica Internacional l'any 2009, canviant el seu nom de rinkita a l'actual l'any 2016. Cristal·litza en el sistema monoclínic. La seva duresa a l'escala de Mohs és 5.
L'exemplar que va servir per a determinar l'espècie, el que es coneix com a material tipus, es troba conservat al Museu d'Història Natural de Dinamarca, de la Universitat de Copenhagen.

## Formació i jaciments
Va ser descoberta a la zona de Kangerdluarssuk, al complex d'Ilímaussaq (Groenlàndia). Tot i tractar-se d'una espècie no gaire habitual ha estat descrita en força altres indrets d'arreu del planeta.